# Khu di tích lịch sử và danh thắng Yên Tử
Khu di tích lịch sử và danh thắng Yên Tử là khu di tích thuộc địa bàn thành phố Uông Bí và thành phố Đông Triều, tỉnh Quảng Ninh.
Khu di tích có diện tích 9.295 ha, nằm trải rộng trên địa bàn phường Phương Đông, xã Thượng Yên Công thuộc thành phố Uông Bí và xã Hồng Thái Đông thuộc thành phố Đông Triều. Các khu vực di tích tại đây được phân theo hai cụm:
- Cụm di tích dọc theo tuyến đường chính (đường Yên Tử) từ Dốc Đỏ đến bến xe Giải Oan, bao gồm các chùa: Chùa Trình, chùa Suối Tắm, chùa Cầm Thực, chùa Lân (Thiền viện Trúc Lâm).
- Cụm di tích trung tâm, bao gồm các di tích từ chùa Giải Oan đến chùa Đồng, gồm các di tích chính: Chùa Giải Oan, Hòn Ngọc, Tháp Tổ, chùa Hoa Yên, chùa Một Mái, am Hoa, am Dược, am Thiền Định, am Ngọa Vân, chùa Bảo Sái, chùa Vân Tiêu, tượng An Kỳ Sinh, bia Phật, chùa Đồng và các am, thất chưa phát lộ,... các tuyến đường hành hương, các cảnh quan danh thắng gắn với các di tích như thác Ngự Dội, thác Vàng, thác Bạc, cổng Trời, đường Tùng, rừng trúc, đỉnh núi Yên Tử.

Di tích lịch sử và danh thắng Yên Tử được Thủ tướng Chính phủ xếp hạng Di tích quốc gia đặc biệt theo Quyết định số 1419/QĐ-TTg ngày 27 tháng 9 năm 2012.

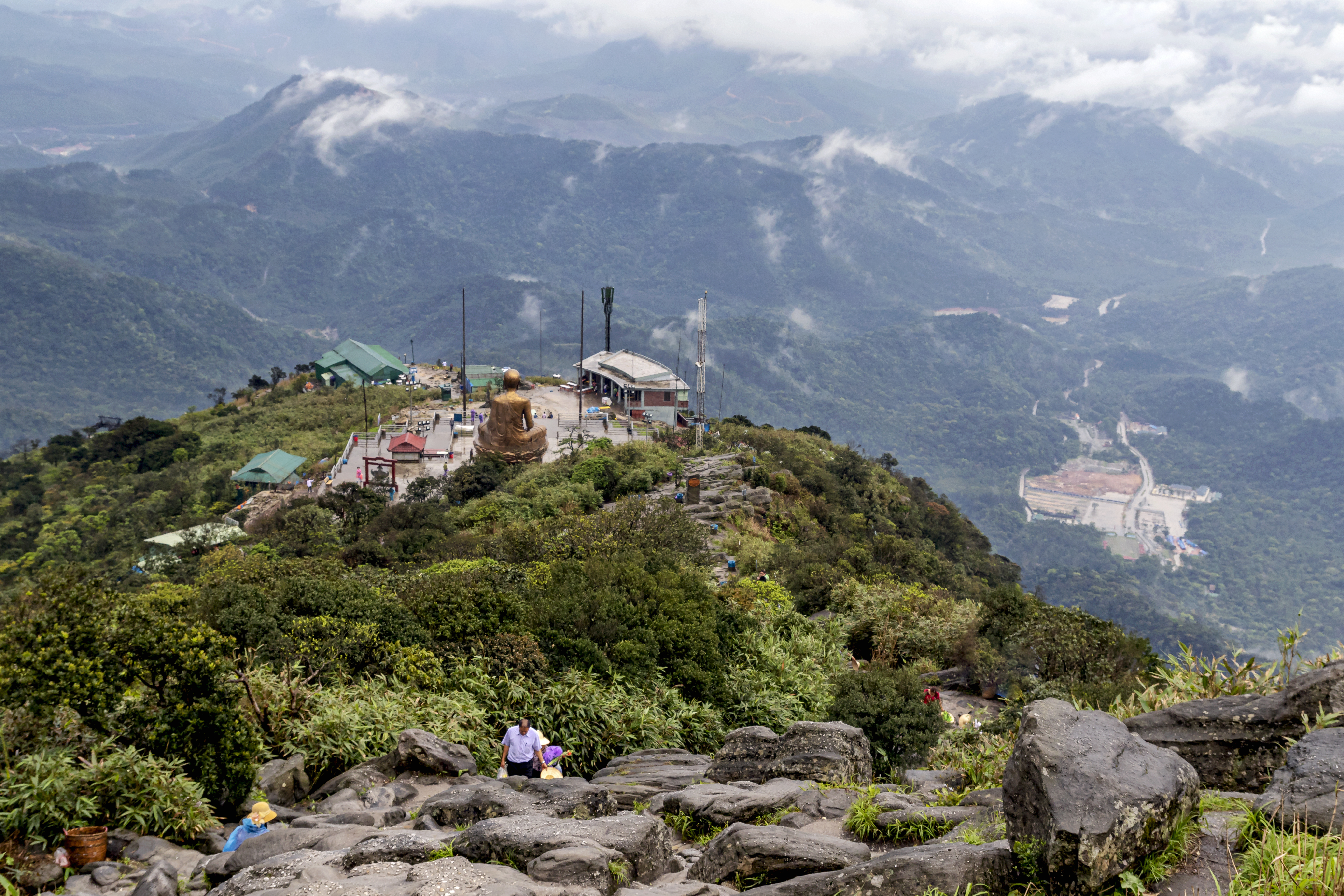
Phong cảnh núi Yên Tử
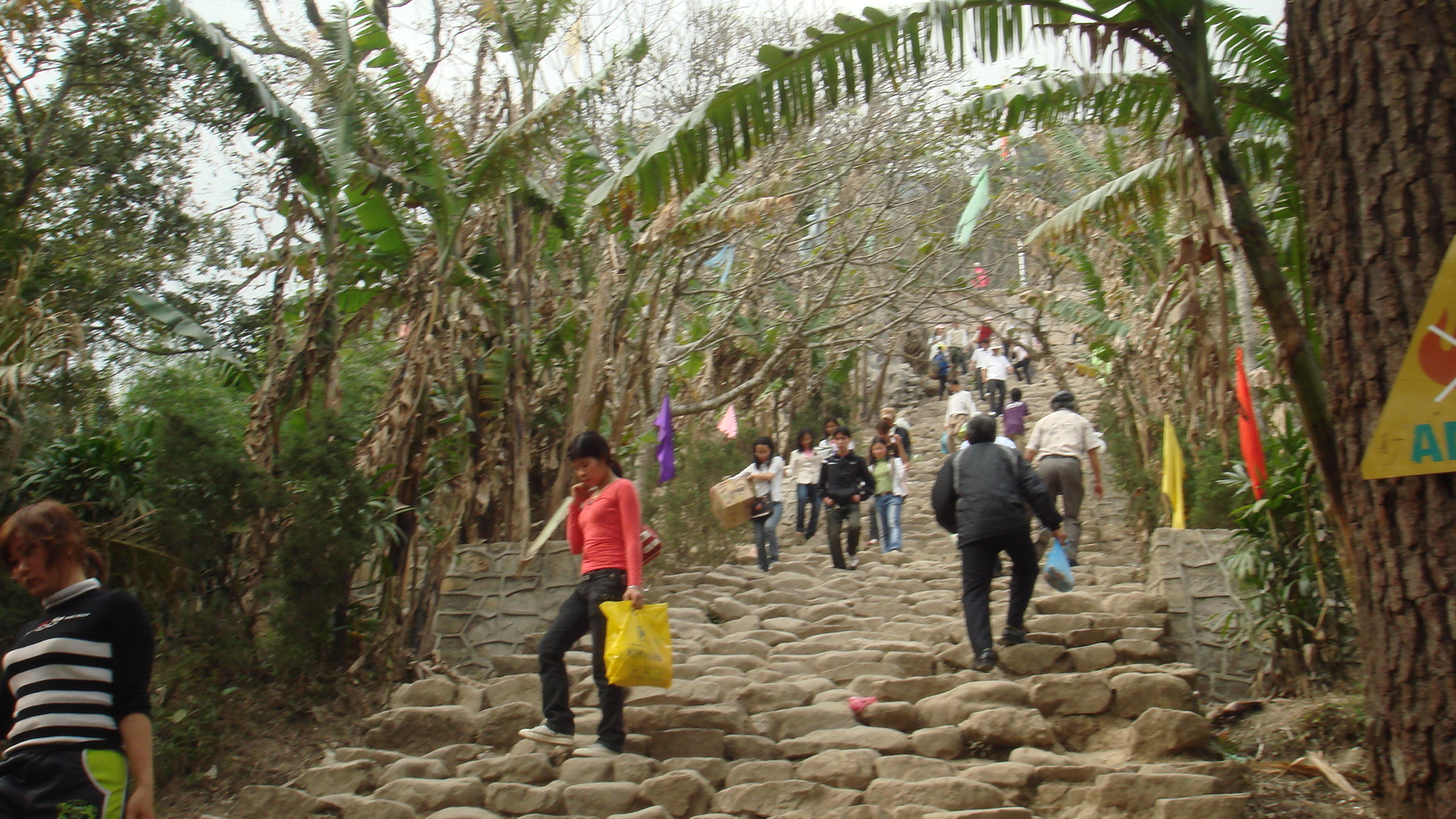
Khách leo núi
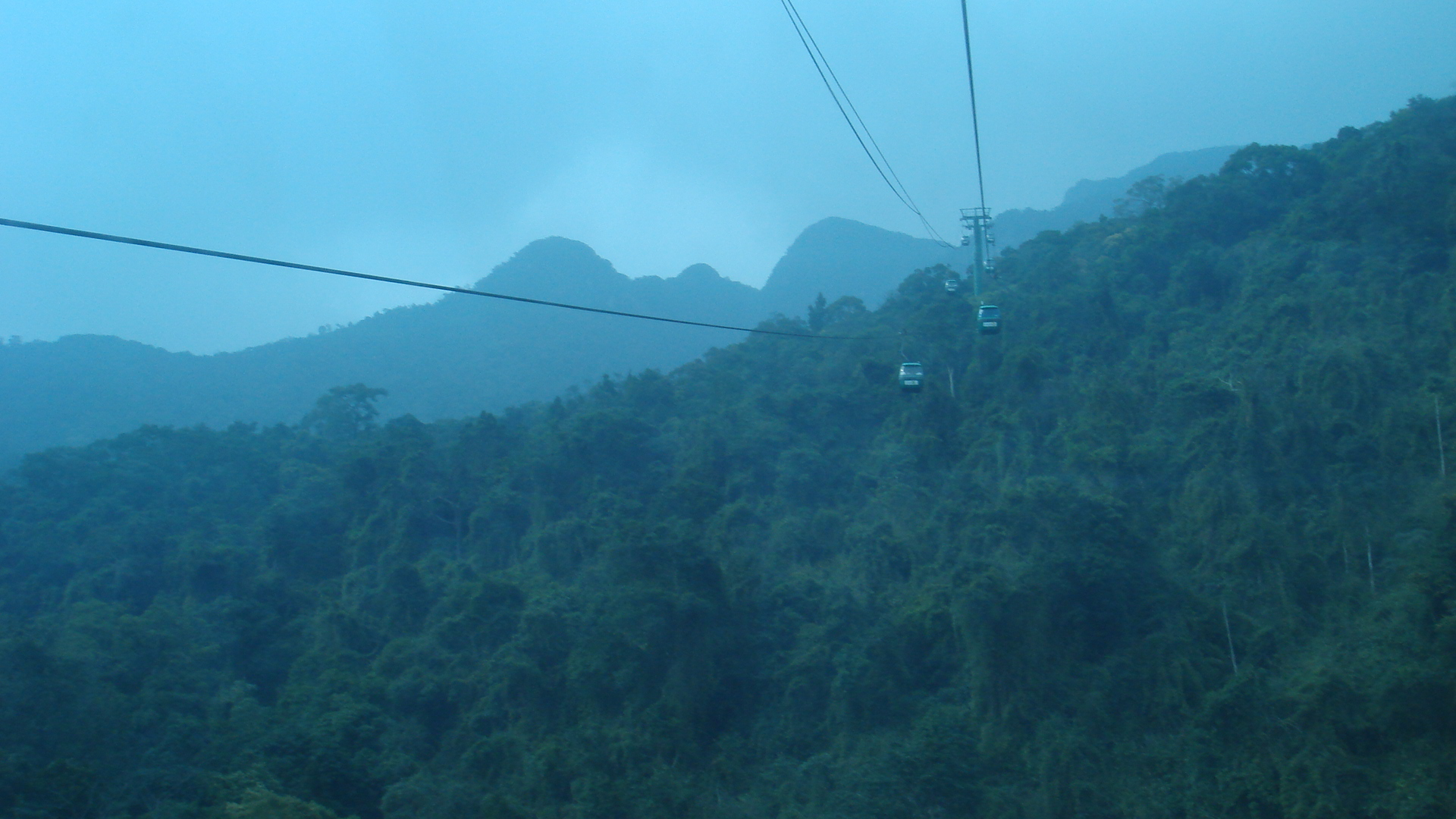
Cáp treo lên núi Yên Tử
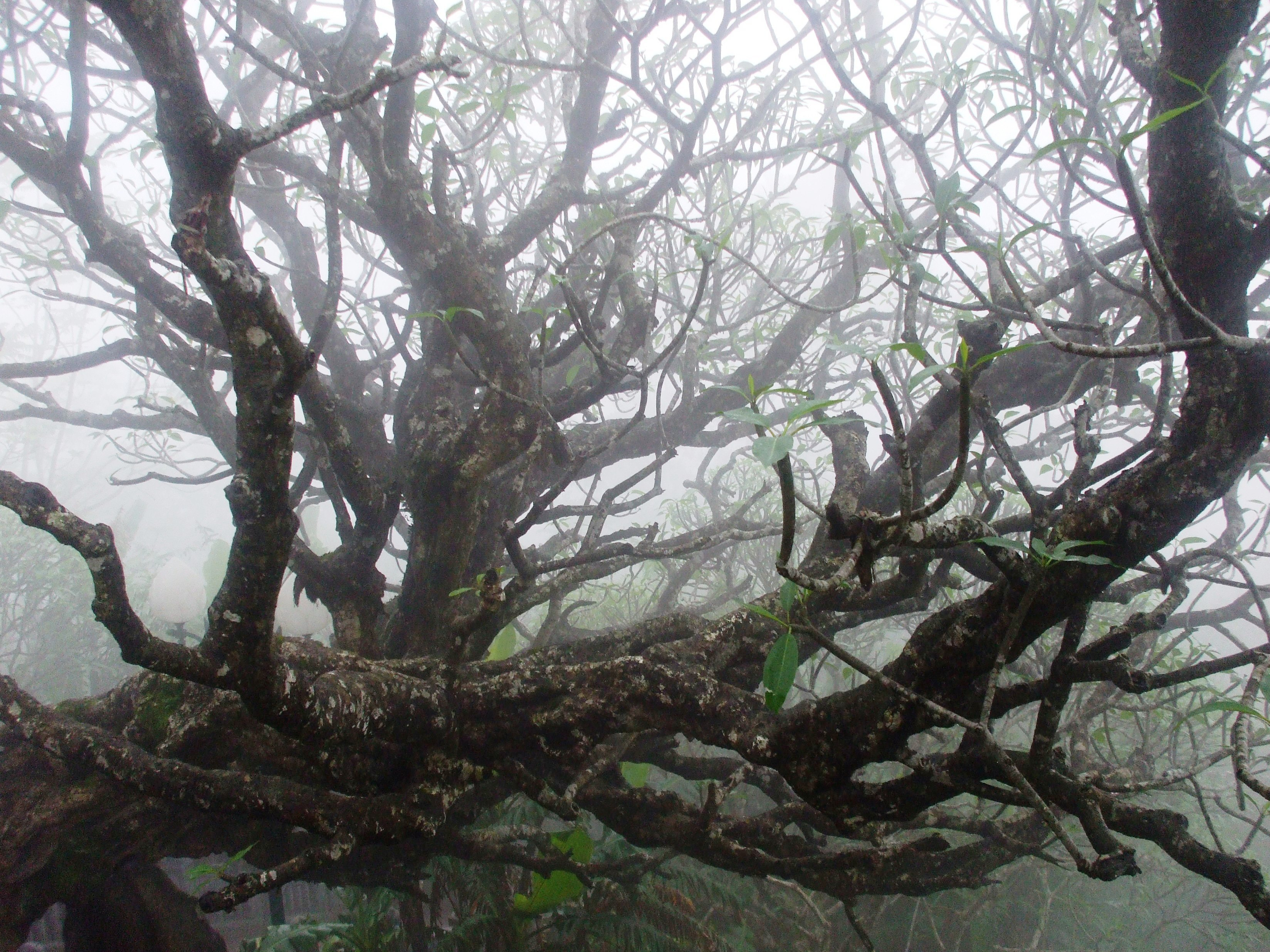
Cây đại trên 700 tuổi tại chùa Hoa Yên, núi Yên Tử